# Campeonato Paraguayo de Fútbol 2004
El Campeonato Paraguayo de Fútbol 2004 de la Primera División de Paraguay se disputó del 7 de febrero al 5 de diciembre, con la participación de diez clubes. Este estuvo compuesto por tres etapas: el Torneo Apertura, que lo ganó Cerro Porteño; el Torneo Clausura, que se lo adjudicó también Cerro Porteño, consagrándose automáticamente como Campeón Absoluto de la Temporada 2004 el Club Cerro Porteño, por 26.ª vez en su historia.

## Torneo Apertura 2004
Se inició el 7 de febrero y culminó el 27 de junio. El formato de disputa fue el de todos contra todos, a partidos de ida y vuelta, con 18 fechas en juego. Resultó campeón el club Cerro Porteño.

### Clasificación
| Pos. | Equipos          | PJ | PG | PE | PP | GF | GC | Dif. | Pts. |
| ---- | ---------------- | -- | -- | -- | -- | -- | -- | ---- | ---- |
| 1.   | Cerro Porteño    | 18 | 12 | 5  | 1  | 31 | 13 | 18   | 41   |
| 2.   | Libertad         | 18 | 11 | 5  | 2  | 44 | 13 | 31   | 38   |
| 3.   | Tacuary          | 18 | 8  | 4  | 6  | 25 | 13 | 12   | 28   |
| 4.   | Guaraní          | 18 | 8  | 4  | 6  | 20 | 25 | -5   | 28   |
| 5.   | Olimpia          | 18 | 6  | 5  | 7  | 21 | 28 | -7   | 23   |
| 6.   | Nacional         | 18 | 4  | 6  | 8  | 19 | 25 | -6   | 18   |
| 7.   | Sol de América   | 18 | 5  | 4  | 9  | 14 | 24 | -10  | 19   |
| 8.   | 12 de Octubre    | 18 | 5  | 3  | 10 | 18 | 28 | -10  | 18   |
| 9.   | Sportivo Luqueño | 18 | 3  | 8  | 7  | 19 | 30 | -11  | 17   |
| 10.  | Sport Colombia   | 18 | 4  | 3  | 11 | 21 | 34 | -13  | 15   |

 Pos=Posición; PJ=Partidos jugados; PG=Partidos ganados; PE=Partidos empatados; PP=Partidos perdidos; GF=Goles a favor; GC=Goles en contra; Dif=Diferencia de gol; Pts=Puntos

### Pre-Sudamericana 2004
Se realizó un play-off entre el equipo en 1.er lugar (Cerro Porteño) y los equipos ubicados entre el 2.º lugar y el 4.º (ambos incluidos). El formato era de dos partidos de ida y vuelta, y los ganadores disputaban una final. El ganador obtuvo un cupo para disputar la Copa Sudamericana 2004.

#### Semifinales
| 3 de julio de 2004 | Guaraní                                                   | 3:2 (1:2) | Tacuary                              | Rogelio Livieres, Asunción        |                                   |
|                    | Pablo Giménez 10' Pablo Giménez 76' Kenji Fukuda '90 (p.) |           | Luciano Vera 29' Julio Ortellado 42' | Árbitro(s): Pedro Melgarejo (PAR) | Árbitro(s): Pedro Melgarejo (PAR) |

| 9 de julio de 2004 | Tacuary                                                   | 3:4 (0:3) | Guaraní                                                                 | Roberto Bettega, Asunción           |                                     |
|                    | Emilio Ibarra 67' Luciano Vera 77' (p.) Carlos Torres 86' |           | Édgar González 5' Pablo Giménez 32' Kenji Fukuda 45+2' Kenji Fukuda 69' | Árbitro(s): Nelson Valenzuela (PAR) | Árbitro(s): Nelson Valenzuela (PAR) |

- Guaraní clasificó a la final al vencer a Tacuary por un marcador global de 7-5.

| 4 de julio de 2004 | Cerro Porteño                                                                                      | 5:1 (4:1) | Olimpia               | Defensores del Chaco, Asunción                               |                                                              |
|                    | Julio dos Santos 10' Jorge Achucarro 15' César Ramírez 20' Jorge Achucarro 24' Jorge Achucarro 53' |           | Julio Enciso 40' (p.) | Asistencia: 4.938 espectadores Árbitro(s): Nelson Valenzuela | Asistencia: 4.938 espectadores Árbitro(s): Nelson Valenzuela |

| 10 de julio de 2004 | Olimpia             | 0:1 | Cerro Porteño | Defensores del Chaco, Asunción                           |                                                          |
|                     | Santiago Salcedo 7' |     |               | Asistencia: 3.724 espectadores Árbitro(s): Carlos Torres | Asistencia: 3.724 espectadores Árbitro(s): Carlos Torres |

- Cerro Porteño clasificó a la final al vencer a Olimpia con un marcador global de 6:1.

#### Final
| 17 de julio de 2004 | Guaraní            | 1:3 (1:0) | Cerro Porteño                                              | Rogelio Livieres, Asunción |  |
|                     | Édgar González 32' |           | Santiago Salcedo 47' César Ramírez 51' Jorge Achucarro 70' |                            |  |

| 4 de agosto de 2004 | Cerro Porteño | 0:1 | Guaraní           | General Pablo Rojas, Asunción                                  |                                                                |
|                     |               |     | Alcides Rodas 27' | Asistencia: 1.997 espectadores Árbitro(s): Carlos Torres (PAR) | Asistencia: 1.997 espectadores Árbitro(s): Carlos Torres (PAR) |

- Cerro Porteño obtuvo el cupo para disputar la Copa Sudamericana 2004 al vencer a Guaraní con un marcador global de 3:2.

## Torneo Clausura 2004
Se inició el 7 de agosto y culminó el 5 de diciembre. El formato de disputa fue el de todos contra todos, a partidos de ida y vuelta, con 18 fechas en juego. Resultó campeón el club Cerro Porteño.

### Clasificación
| Pos. | Equipos          | PJ | PG | PE | PP | GF | GC | Dif. | Pts. |
| ---- | ---------------- | -- | -- | -- | -- | -- | -- | ---- | ---- |
| 1.   | Cerro Porteño    | 18 | 12 | 2  | 4  | 30 | 13 | 17   | 38   |
| 2.   | Libertad         | 18 | 9  | 4  | 5  | 27 | 22 | 5    | 31   |
| 3.   | Nacional         | 18 | 7  | 6  | 5  | 29 | 24 | 5    | 27   |
| 4.   | Tacuary          | 18 | 4  | 12 | 2  | 15 | 14 | 1    | 24   |
| 5.   | Guaraní          | 18 | 5  | 8  | 5  | 21 | 29 | -8   | 23   |
| 6.   | Sport Colombia   | 18 | 5  | 6  | 7  | 22 | 24 | -2   | 21   |
| 7.   | Sol de América   | 18 | 5  | 5  | 8  | 25 | 27 | -2   | 20   |
| 8.   | Sportivo Luqueño | 18 | 4  | 8  | 6  | 23 | 29 | -6   | 20   |
| 9.   | 12 de Octubre    | 18 | 3  | 9  | 6  | 19 | 22 | -3   | 18   |
| 10.  | Olimpia          | 18 | 4  | 4  | 10 | 22 | 29 | -7   | 16   |

 Pos=Posición; PJ=Partidos jugados; PG=Partidos ganados; PE=Partidos empatados; PP=Partidos perdidos; GF=Goles a favor; GC=Goles en contra; Dif=Diferencia de gol; Pts=Puntos

## Puntaje acumulado
| Equipo                  | Pts | PJ | G  | E  | P  | GF | GC | DIF |
| ----------------------- | --- | -- | -- | -- | -- | -- | -- | --- |
| 1 Club Cerro Porteño    | 79  | 36 | 24 | 7  | 5  | 61 | 26 | +35 |
| 2 Club Libertad         | 69  | 36 | 20 | 9  | 7  | 71 | 35 | +36 |
| 3 Club Tacuary          | 52  | 36 | 12 | 16 | 8  | 40 | 27 | +13 |
| 4 Club Guaraní          | 51  | 36 | 13 | 12 | 11 | 41 | 54 | -13 |
| 5 Club Nacional         | 47  | 36 | 12 | 11 | 13 | 48 | 48 | 0   |
| 6 Club Olimpia          | 39  | 36 | 10 | 9  | 17 | 39 | 51 | -12 |
| 7 Club Sportivo Luqueño | 37  | 36 | 7  | 16 | 13 | 38 | 52 | -14 |
| 8 Club 12 de Octubre    | 36  | 36 | 8  | 12 | 10 | 37 | 50 | -13 |
| 9 Club Sol de América   | 36  | 36 | 9  | 9  | 18 | 43 | 56 | -13 |
| 10 Club Sport Colombia  | 36  | 36 | 9  | 9  | 18 | 43 | 57 | -14 |

 Pts=Puntos; PJ=Partidos jugados; G=Partidos ganados; E=Partidos empatados; P=Partidos perdidos; GF=Goles a favor; GC=Goles en contra; DIF=Diferencia de gol
|  | Clasificado a Copa Libertadores 2005 |
|  | Descendido a División Intermedia     |

## Descensos y promociones
- Los clubes Sol de América y Sport Colombia retornaron a la Segunda División al finalizar en los últimos lugares en la tabla de promedios.

- Los clubes 3 de Febrero y General Caballero lograron su ascenso a la Primera División para la temporada 2005, al consagrarse campeón y subcampeón respectivamente.